# Beograd-Centar

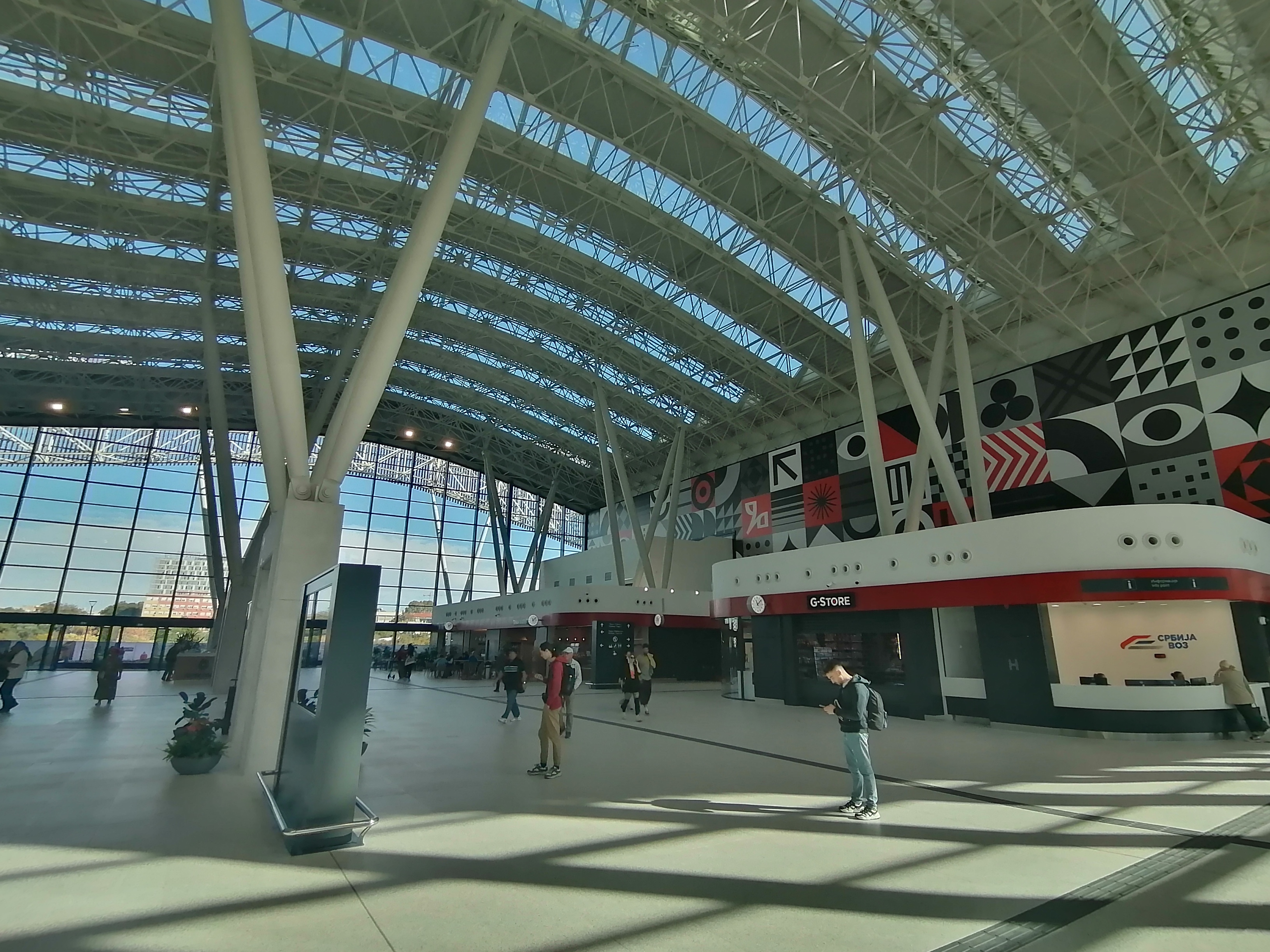
Interiér nádražní budovy

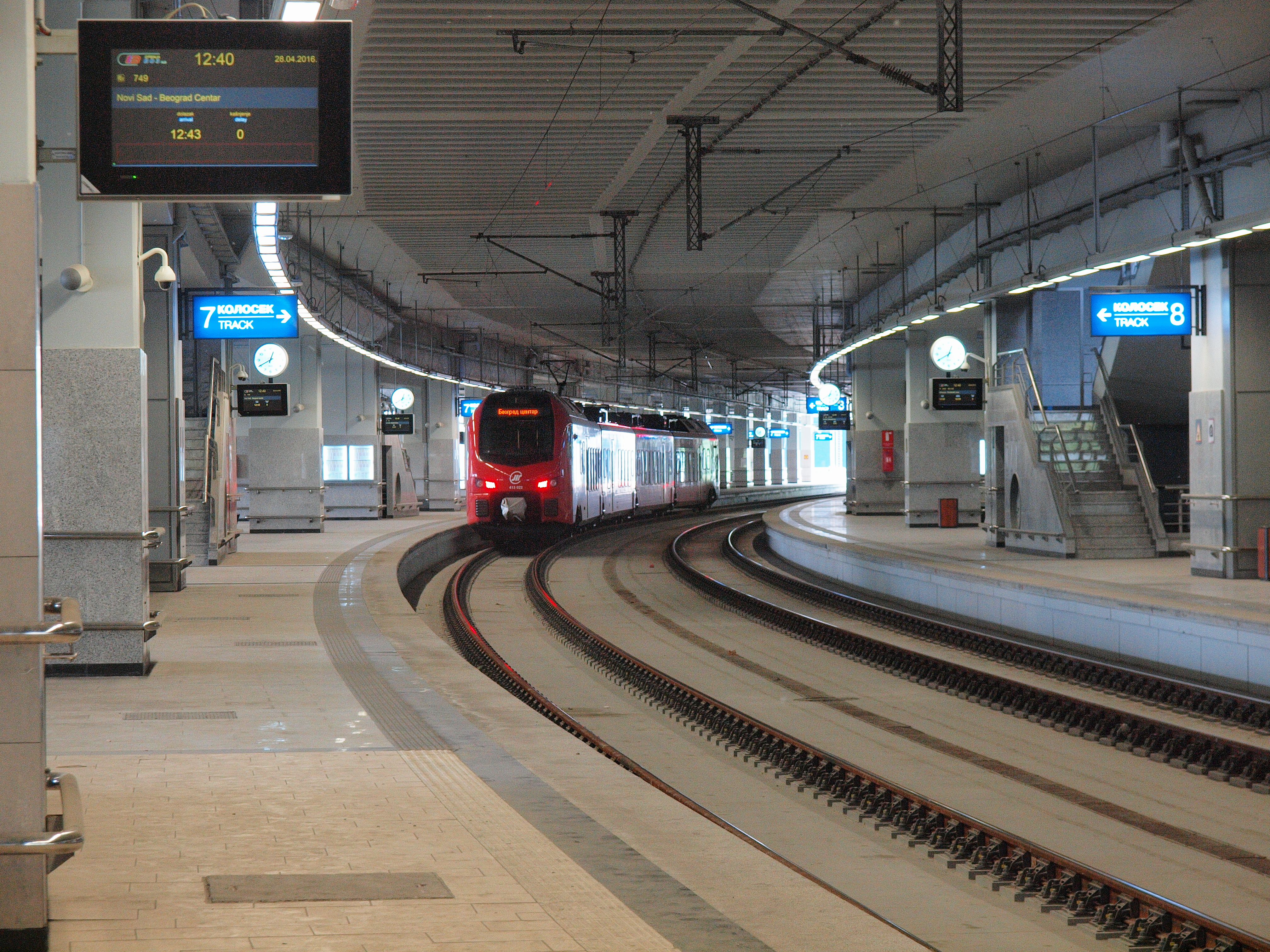
Nástupiště

Beograd-Centar (v srbské cyrilici Београд-Центар; neformálně též známá pod názvem Prokop/Прокоп) je železniční stanice v srbské metropoli Bělehradu. Nachází se jižně od centra města (v blízkosti křižovatky Mostar) a slouží pro regionální, dálkovou i mezinárodní dopravu (vlaky systému Beovoz a další). Její slavnostní otevření se uskutečnilo dne 26. ledna 2016 za přítomnosti premiéra země Aleksandra Vučiće.

## Historie
Rozhodnutí o výstavbě nového nádraží padlo na přelomu 60. a 70. let 20. století, kdy dynamicky rostoucí Bělehrad pod vedením primátora Branka Pešiće přemýšlel nad možností modernizace svého železničního uzlu. Nakonec bylo rozhodnuto o vybudování nového, podzemního nádraží, které by nahradilo dosavadní hlavní nádraží. Koncipováno bylo jako průjezdné; umístěno na železniční spojnici, která se na západní straně napojuje na trať ve směru na Nový Bělehrad a na východ se rozpojuje do dvou směrů (pod centrem města na Vršac a na jih do Niše). Výhledově mělo být napojeno na síť metra, které však zatím nebylo vybudováno.
Moderní projekt, který byl roku 1974 navržen s kapacitou deseti tisíc lidí za hodinu, značným způsobem rozděloval bělehradskou veřejnost. I přesto však byl nakonec zrealizován. Výstavba začala v roce 1977 a skončila roku 1979. Vzhledem k rozsáhlým hospodářským problémům socialistické Jugoslávie však nebyla výstavba dokončena, ale zakonzervována, neboť rozsáhlý projekt nového nádraží, který financovalo dílem město Bělehrad, dílem Jugoslávské železnice a dílem republika Srbsko, přestal být politicky podporován. Do popředí se dostávala stále více jeho cena a otázkou zůstávala i jeho skutečná potřebnost.
Na počátku 90. let byla výstavba opětovně obnovena, a to i přes faktický rozpad Jugoslávie, který znemožňoval v podstatě jakoukoliv investiční aktivitu v zemi. Byly položeny koleje, dokončeny jen ty nejnutnější části stavby a nádraží začalo sloužit prvním cestujícím. Spolu s podzemním nádražím Vukov spomenik, které se nachází blíže centru města, začalo sloužit pro příměstskou dopravu a tuto roli má do dnešní doby. Zprovozněny byly nakonec 2 nástupiště z celkem pěti; stavba byla dokončena zhruba do své poloviny.
Po roce 2000 bylo vyhlášeno hned několik výběrových řízení na dostavbu nádraží; některé však byly neúspěšné a jiné byly zrušeny pro podezření z podvodů.
V souvislosti s ekonomickým oživením země byla v roce 2014 obnovena výstavba nádraží, která skončila roku 2016. Projekt přemístění historického nádraží byl oživen v souvislosti s koncepcí Beograd na vodi, která počítá s likvidací starého nádraží; především kvůli uvolnění klíčových prostor pro novou výstavbu v centru srbské metropole. Finanční prostředky na dostavbu nádraží zajistil Kuvajtský fond pro arabský investiční rozvoj.
Slavnostní otevření se uskutečnilo v lednu 2016, kdy na nádraží začaly zajíždět i meziměstské vlaky z Nového Sadu a Pančeva. Od roku 2018, kdy ukončila provoz stará hlavní železniční stanice, zajíždějí na Prokop všechny mezinárodní vlaky (pouze vlak do Baru byl dočasně odbavován ze stanice Topčider). V roce 2022 započaly práce na dokončení obchodního centra nad krytým nástupištěm nádraží.
V červnu 2019 uvedli do provozu dva dodatečně vybudované výtahy.